# Sanne van Paassen
Sanne van Paassen (* 27. Oktober 1988 in Vlierden) ist eine ehemalige niederländische Radrennfahrerin, die auf Cyclocross spezialisiert war.

## Sportlicher Werdegang
Van Paassen begann ihre Karriere 2006 mit Straßen- und Querfeldeinrennen, war aber vor allem in letzteren erfolgreich. Von 2008 bis 2013 gehörte sie dort zur Weltspitze und war jeweils unter den besten Zehn der Weltrangliste und bei den Weltmeisterschaften, bei denen sie allerdings ohne Medaille blieb. Während dieser Zeit studierte sie zugleich Wirtschaftsmanagement an der Universität Wageningen. Ihr größter Erfolg war der Gewinn der Gesamtwertung im UCI-Cyclocross-Weltcup 2010/11, bei dem sie sich dank konstant guter Leistungen vor Katherine Compton durchsetzte. Zweimal (2010, 2012) war sie Vize-Europameisterin. Im Herbst 2013 musste sie sich wegen einer Verengung der Leistenschlagader operieren lassen, verpasste die gesamte Saison und fand nicht wieder zu ihrer besten Form zurück. Sie beendete ihre Karriere nach der Saison 2015/2016.
Während der Sommersaison fuhr van Paassen hauptsächlich Straßenrennen, konnte dort jedoch keine Siege erzielen. 2013 war sie Zweite des Frauenrennens von Gent–Wevelgem, das zu jener Zeit noch im nationalen Kalender stand. Im Cross-Country-Mountainbike war sie niederländische Vizemeisterin 2011; im Frühjahr 2015 beteiligte sie sich am südafrikanischen Etappenrennen Cape Epic und wurde Achte.
Seit dem Ende ihrer sportlichen Karriere ist van Paassen freiberuflich als Performance Coach tätig.

## Erfolge
2010/2011
 Europameisterschaften
Weltcup – Gesamtwertung / Pilsen
GvA Trofee – Namur
2011/2012
GvA Trofee – Oudenaarde
2012/2013
 Europameisterschaften
Weltcup – Tábor